# Радиоастрономия

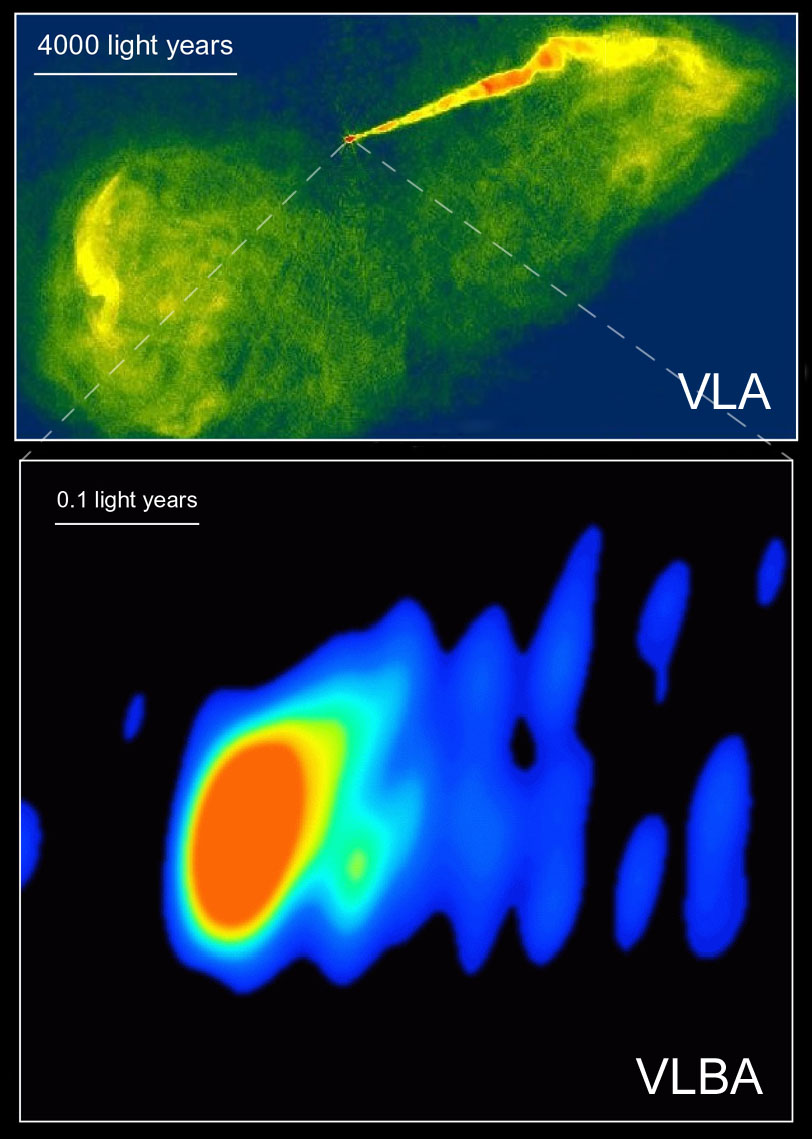
Радиоизображение галактики M87

Радиоастроно́мия — раздел астрономии, изучающий космические объекты путём исследования их электромагнитного излучения в диапазоне радиоволн. Объектами излучения являются практически все космические тела и их комплексы (от тел Солнечной системы до Метагалактики), а также вещество и поля, заполняющие космическое пространство (межпланетная среда, межзвёздный газ, межзвёздная пыль и магнитные поля, космические лучи, реликтовое излучение и т. п.). Метод исследования — регистрация космического радиоизлучения с помощью радиотелескопов.

## История радиоастрономии
Ещё в конце XIX века учёные предполагали, что радиоволны, отличающиеся от видимого света только частотой, также должны излучаться небесными телами, в частности Солнцем.
Радиоастрономия как наука берёт своё начало с экспериментов Карла Янского, проведённых в 1931 году. В декабре 1932 года Янский сообщает об открытии радиоизлучения космического происхождения, что было надёжно установлено в течение следующих нескольких лет. Первым был обнаружен самый сильный радиоисточник непрерывного излучения — в центре Млечного Пути. 
В 1937 году Гроут Ребер, вдохновлённый открытием Янского, построил первый параболический радиотелескоп диаметром 9,5 метров. 
Первые радиокарты небосвода были получены Ребером, и опубликованы в 1944 году в своей работе; на картах отчётливо видны центральные области Млечного Пути и яркие радиоисточники в созвездии Стрельца, Лебедя A, Кассиопеи A, Большого Пса и Кормы. 
После Второй мировой войны были сделаны существенные технологические улучшения учёными в Европе, Австралии и США, что способствовало бурному развитию современной радиоастрономии.

Метеорная радиоастрономия Метеорная радиоастрономия

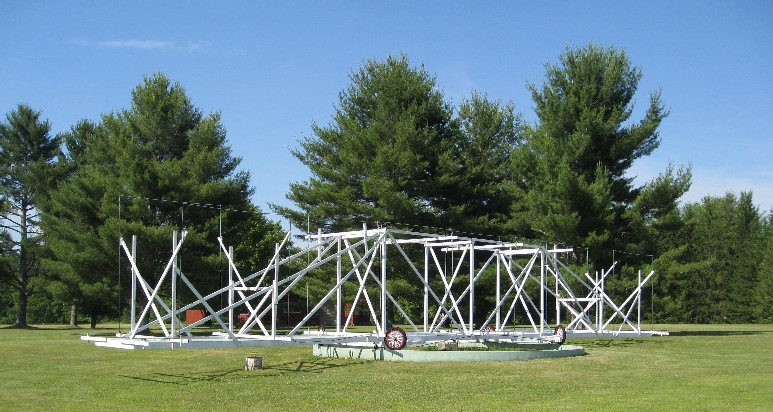
Точная копия радиотелескопа Карла Янского
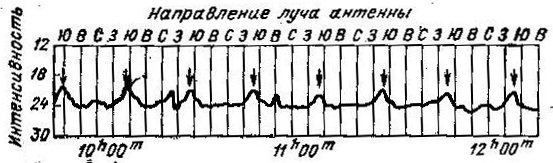
Первая запись радиоизлучения Млечного Пути
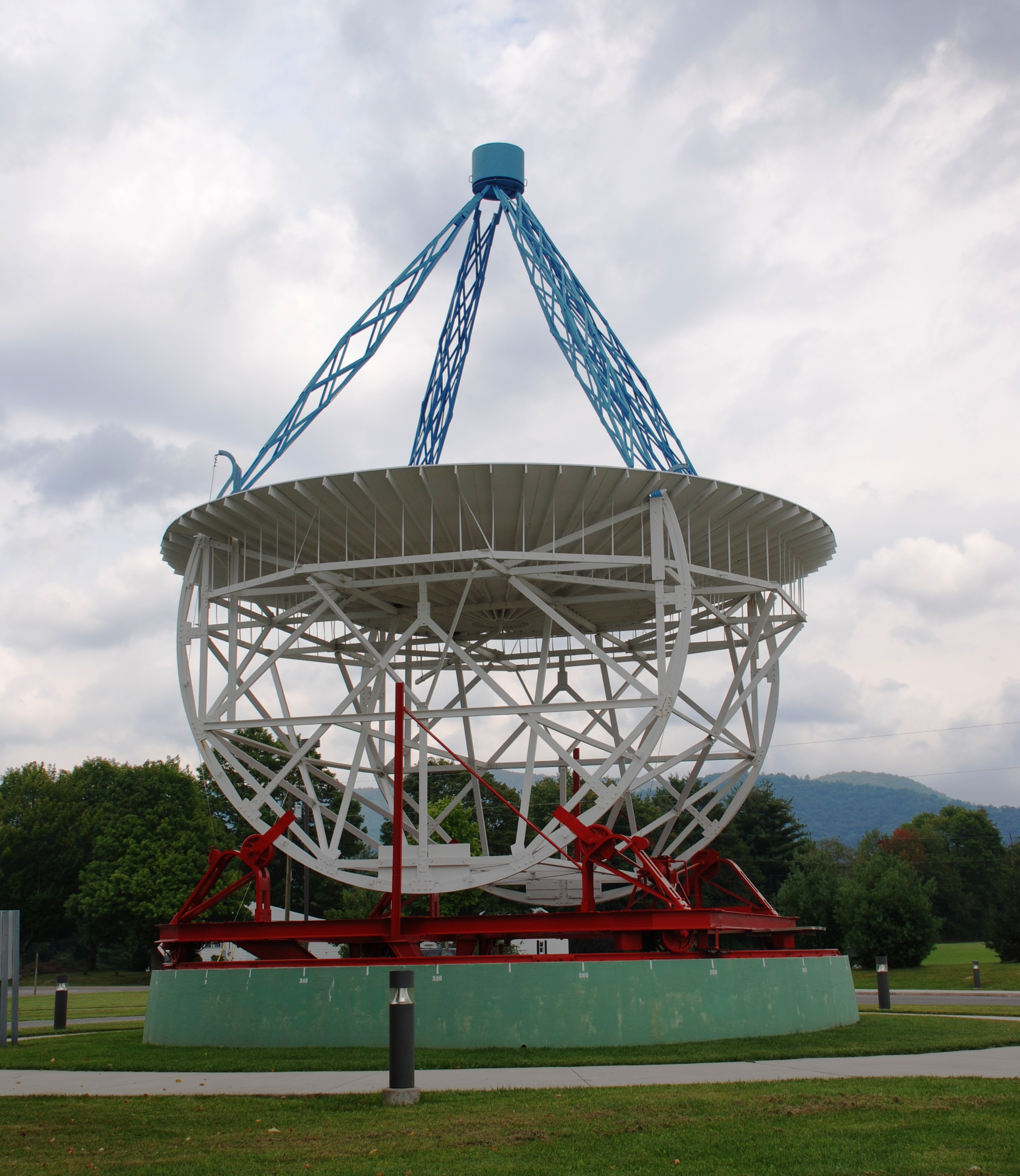
Точная копия радиотелескопа Гроута Ребера
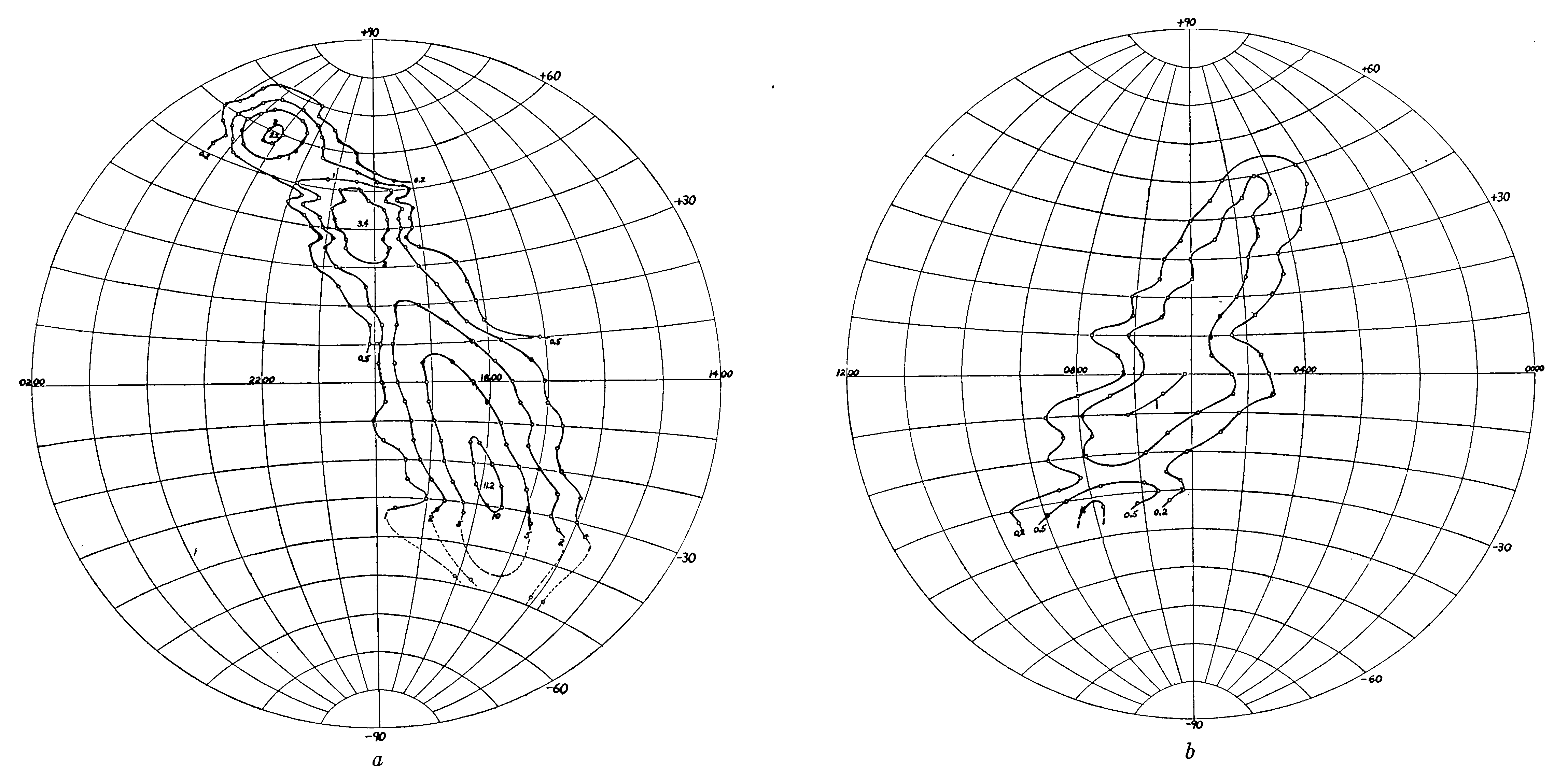
Первая радиокарта небосвода

## Инструменты

### Радиотелескопы
Радиотелеско́п — астрономический инструмент для приёма собственного радиоизлучения небесных объектов (в Солнечной системе, Галактике и Метагалактике) и исследования их характеристик, таких как: координаты, пространственная структура, интенсивность излучения, спектр и поляризация.
Радиотелескоп занимает начальное, по диапазону частот, положение среди астрономических инструментов исследующих электромагнитное излучение, — более высокочастотными являются телескопы теплового, видимого, ультрафиолетового, рентгеновского и гамма излучения.

### Радиоинтерферометры

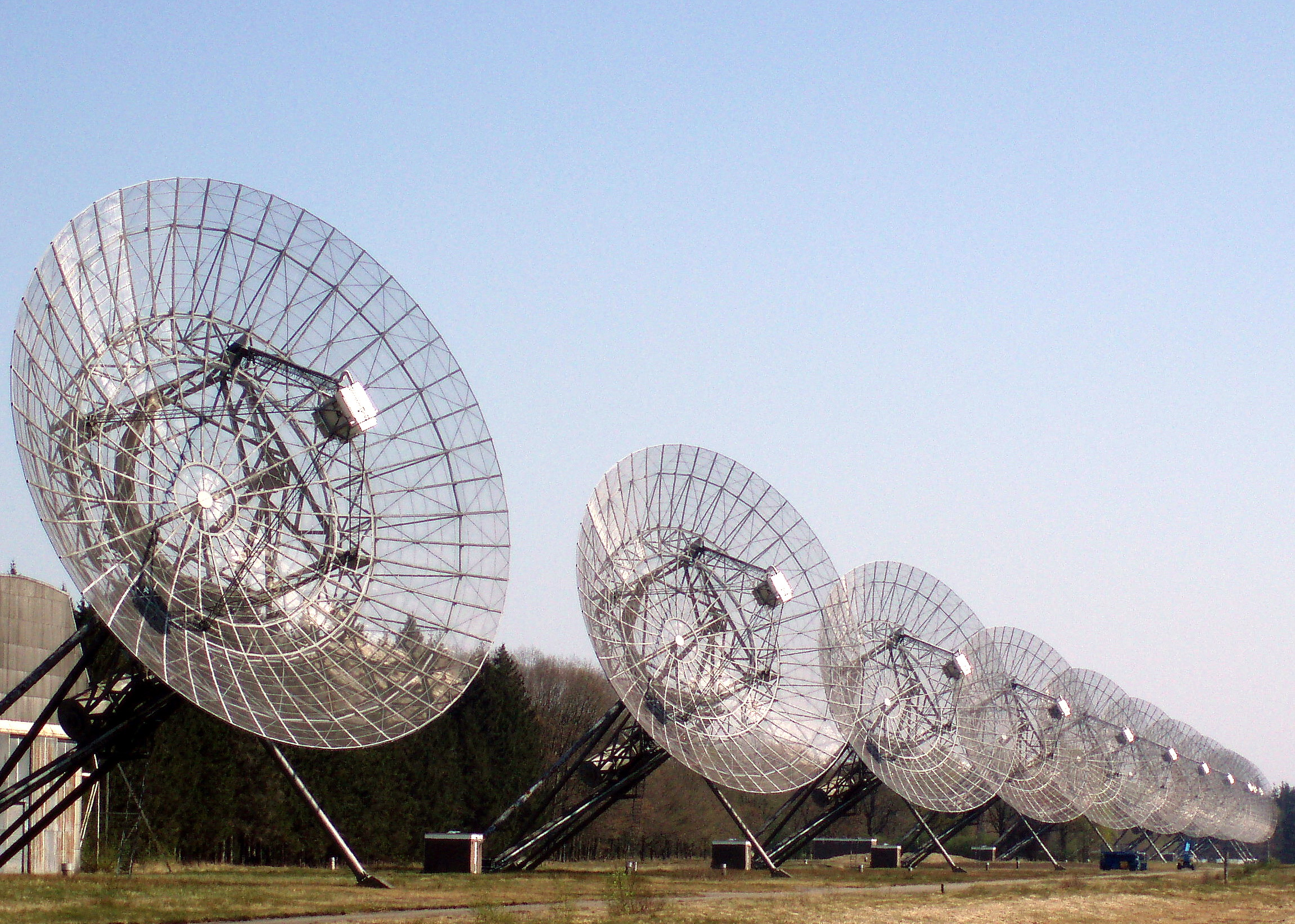
Радиоинтерферометр ВСРТ

Радиоинтерферометр — инструмент для радиоастрономических наблюдений с высоким угловым разрешением, который состоит, как минимум, из двух антенн, разнесённых на расстоянии и связанных между собой кабельной линией связи. Радиоинтерферометры используются для измерения тонких угловых деталей в радиоизлучении неба. В частности, с их помощью получают особо точные координаты и угловые размеры астрономических объектов, а также радиоизображения небесных тел с высоким разрешением.

### Радиоинтерферометры со сверхдлинными базами
Радиоинтерферометрия со сверхдлинными базами (РСДБ, англ. Very Long Baseline Interferometry, VLBI) — вид интерферометрии, используемый в радиоастрономии, при котором приёмные элементы интерферометра (телескопы) располагаются не ближе, чем на континентальных расстояниях друг от друга. При этом управление элементами РСДБ интерферометра производится независимо, без непосредственной коммутационной линии связи, в отличие от обычного радиоинтерферометра. Запись данных осуществляется на носители информации с последующей корреляционной обработкой на специализированном вычислительном оборудовании — корреляторе.

## Астрономические источники
Радиоастрономия привела к значительному развитию астрономии, особенно с открытием нескольких новых классов объектов, включая пульсары, квазары и радиогалактики. Всё это благодаря тому, что радиоастрономия позволяет увидеть то, что невозможно обнаружить с помощью оптической астрономии. Такие объекты представляют собой самые далёкие и мощные физические явления во вселенной.
Реликтовое излучение также было впервые обнаружено с помощью радиотелескопов. Кроме того, радиотелескопы использовались и для исследования ближайших к Земле астрономических объектов, включая наблюдения Солнца и солнечной активности, и радарное картографирование планет солнечной системы.